# Hippodrome Theatre (New York)
Das Hippodrome Theatre, vielfach auch New York Hippodrome genannt, war das seinerzeit weltgrößte Theater, das sich in New York in den Vereinigten Staaten befand und von 1905 bis 1939 bestand.

## Geographie
Das Gebäude befand sich an der Sixth Avenue und zwischen der 43rd und 44th Street in Manhattan. Die erhöhten Gleise der Hochbahn führten am Eingang des Gebäudes vorbei.

## Gebäude und Theater
Das Theatergebäude bot Platz für 5697 Zuschauer und besaß eine Bühne von 200 Fuß in der Breite und 110 Fuß in der Tiefe (61 m × 33,5 m), die in zwölf Sektionen aufgeteilt war und nach Bedarf unterschiedlich gesteuert werden konnte. Damit war das Theater zwölf Mal größer als jedes Broadway-Haus jener Tage und konnte bis zu 1000 Darsteller gleichzeitig aufnehmen. In dem Theater wurden für das Ballett 200 Tänzer beschäftigt und die Chor-Gruppe bestand auf 400 Frauen und 100 Männern. Ein 8000 Gallonen fassender gläserner Wassertank konnte für Schwimm- und Tauchshows mittels Hydraulikkolben hochgefahren werden und für besondere Veranstaltungen fand ein ganzer Zirkus Platz inklusive seiner Tiere. Alles dies hatte seinen Preis, denn inklusive der Außenbeleuchtung und Reklame, die sich über die gesamte Fassade des Gebäudes erstreckte, die einen ganzen Häuserblock einnahm, verbrauchte das Haus die Strommenge, die über einem damaligen durchschnittlichen Elektrizitätswerk lag.

## Geschichte

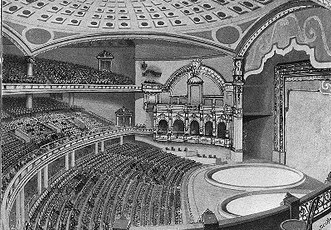
Blick auf die Bühne und in den Zuschauerraum

Das Hippodrome Theatre wurde am 12. April 1905 mit der Produktion A Yankee Circus on Mars feierlich eröffnet. Die Bauherren waren Frederic Thompson und Elmer Dundy, wobei Frederic Thompson und Jay Herbert Morgan als Architekten des Gebäudes verantwortlich zeichneten.
Eine Zeit lang war das Hippodrome Theatre das größte und erfolgreichste Theater in New York. Aufwendige Produktionen, bei denen beispielsweise Zirkustiere auftraten oder der Illusionist Harry Houdini einen 10.000 Pfund schweren Elefanten verschwinden ließ, zogen das Publikum an. Auch überdimensionierte Chöre begeisterten die Zuschauer. Unter Charles Dillingham als Direktor standen musikalische Produktionen im Vordergrund. Er produzierte als Beispiel das Stück Better Times, das mehr als 400 Mal aufgeführt wurde. Als Dillingham 1923 das Haus verließ, wurde es zu einem Varieté-Theater ausgebaut. Es folgten preiswerte Opern-Inszenierungen und es wurde später zu einer Sportarena umgebaut. 1925 wurde das Varieté um Filmaufführungen erweitert. 1928 wurde es unter dem Druck der aufkommenden Kinopaläste im Gebiet des Broadway und Times Square verkauft und mehrere Versuche, das Theater für Theaterstücke und Opern zu nutzen, scheiterten. Den letzten Versuch startete Billy Rose für sein spektakuläres Zirkusmusical Jumbo von Rodgers & Hart, doch nach fünf Monaten kam das Aus auf Grund der Great Depression, die im Oktober 1929 mit dem Schwarzen Donnerstag an der Wall Street begann und sich über einige Jahre hinzog.
Am 1. Juli 1939 erschien ein Artikel in der New York Times, der das Ende des Theaters ankündigte. In dem Artikel wurde mitgeteilt, dass alle Geschäfte, die straßenseitig in dem Gebäude betrieben wurden, bis zum 1. September des Jahres schließen mussten, so dass das Gebäude abgerissen werden konnte. Das Theater schloss am 16. August 1939. Der Abriss erfolgte noch im selben Jahr.